# Epiplema ochrimedia
Epiplema ochrimedia är en fjärilsart som beskrevs av Warren. Epiplema ochrimedia ingår i släktet Epiplema och familjen Uraniidae. Inga underarter finns listade i Catalogue of Life.